# Pseudanthias ignitus
Pseudanthias ignitus är en fiskart som först beskrevs av Randall och Lubbock, 1981.  Pseudanthias ignitus ingår i släktet Pseudanthias och familjen havsabborrfiskar. IUCN kategoriserar arten globalt som livskraftig. Inga underarter finns listade i Catalogue of Life.